# 罗斯利亚季诺农村居民点
罗斯利亚季诺农村居民点（俄语：Рослятинское сельское поселение）是俄罗斯联邦沃洛格达州巴布什基诺区所属的一个农村居民点。其下辖有27个居民点，行政中心为罗斯利亚季诺。据2015年统计，该农村居民点的人口为1977人。